# Буххайм, Лотар-Гюнтер
Лотар-Гюнтер Буххайм (нем. Lothar-Günther Buchheim, listenо файле; 6 февраля 1918 — 22 февраля 2007) — немецкий писатель, художник и коллекционер, создатель Музея фантазии на берегу озера Штарнберг под Мюнхеном. Наибольшую известность получил после выхода романа «Das Boot» (рус. «Лодка») (1973), который стал мировым бестселлером и основой фильма «Подводная лодка».

## Ранний период жизни
Буххайм родился в Веймаре (Тюрингия, Германия), был сыном художницы Шарлотты Буххайм. Она не была замужем и жила с родителями. До 1924 года жили в Веймаре, после в Рохлице до 1932 года, затем в Хемнице. Уже тогда Буххайм-младший подрабатывал в газетах и участвовал в художественной выставке в 1933 году, когда ему было всего 15.
Любя путешествовать, вместе с братом по Дунаю добрался до Чёрного моря на каноэ. После того как получил аттестат зрелости в 1937 году, некоторое время жил в Италии, где написал свою первую книгу Tage und Nächte steigen aus dem Strom. Eine Donaufahrt. («Дни и ночи встают из реки. Путешествие по Дунаю»), которая была издана в 1941 году. Буххайм изучал искусство в Дрездене и Мюнхене в 1939 году, в 1940 году добровольцем поступил на службу в Кригсмарине.

## Вторая мировая война
В 1940 году, во время войны, Буххайм был зачислен в ряды Кригсмарине в звании зондерфюрера Z (что соответствовало лейтенанту) в роту пропаганды, писал сводки о подводных минах, эсминцах и подводных лодках в газете Das Reich. Делал скетчи и фотографии.
27 октября—6 декабря 1941 года Буххайм участвовал в седьмом походе подлодки U-96, в период битвы за Атлантику.  Впоследствии его воспоминания легли в основу всемирно известной книги-бестселлера «Das Boot» («Подводная лодка»), а также рассказа «Die Eichenlaubfahrt» (Поход Дубовых листьев) и документальной трилогии «U-Bootkrieg», «U-Bootfahrer», «Zu Tode Gesiegt» (рус. «Подводная война», «Подводники», «Победившие, чтобы умереть»).
Буххайм был назначен на лодку как официальный писатель, работающий над серией пропагандистских репортажей о германском военно-морском флоте. 205 его фотографий из сделанных на U-96 были собраны в фотоэссе о подводной войне. В одном из эпизодов своей книги «Das Boot» Буххайм описал попытку U-96 прорваться через Гибралтар 30 ноября 1941 года, причём драматизировал и преувеличил происходившие события.
Войну закончил в 1945 году в звании обер-лейтенант цур зее (старший лейтенант).

## Подводная лодка
В 1973 году Буххайм опубликовал роман, основанный на его опыте военного времени, «Das Boot» (Лодка), беллетризованный автобиографический рассказ от имени Лейтенанта Вернера. Книга стала самым продаваемым немецким художественным произведением о Второй мировой войне.                                             
В 1981 по роману был снят художественный фильм, режиссёром Вольфгангом Петерсеном.